# Ministère de la Défense (Ouzbékistan)
Pour les articles homonymes, voir Ministère de la Défense.
Le ministère de la Défense est un ministère ouzbek qui supervise les Forces armées ouzbèkes. Il est dirigé par Abdusalom Azizov depuis le 4 septembre 2017.

## Liste des ministres
| Nom                 | de   | à    |
| ------------------- | ---- | ---- |
| Rustam Ahmedov      | 1992 | 1997 |
| Hikmatilla Tursunov | 1997 | 2000 |
| Yuri Agzamov        | 2000 | 2000 |
| Qodir Gʻulomov      | 2000 | 2005 |
| Ruslan Mirzayev     | 2005 | 2008 |
| Qobul Berdiyev      | 2008 | 2017 |
| Abdusalom Azizov    | 2017 | 2019 |
| Bahodir Qurbonov    | 2019 |      |